# Emirhan İlkhan
Emirhan İlkhan (* 1. Juni 2004 in Bakırköy) ist ein türkischer Fußballspieler. Er steht seit August 2022 beim italienischen Fußballverein FC Turin unter Vertrag.

## Karriere
İlkhan ist ein 1,75 Meter großer Mittelfeldspieler und agiert primär im zentralen Mittelfeld als Achter, er kann auch als Flügelspieler, hängende Spitze und Sechser eingesetzt werden.

### Verein

#### Nachwuchskarriere
İlkhan kam 2004 in der Ortschaft Bakırköy der marmarischen Großstadtkommune Istanbul zur Welt und wuchs dort auf. Mit dem Vereinsfußball begann er dort in seiner Kindheit 2013 beim Istanbuler Amateurverein Florya 1923 Spor in deren Nachwuchsabteilung, wo er als Stürmer begann. Später erhielt er ein Angebot in die Nachwuchsabteilung von Galatasaray Istanbul zu wechseln, dies boykottierte sein Vater als fanatischer Anhänger vom Rivalen Beşiktaş Istanbul. Woraufhin sein Vater ihn in die Fußballschule von Beşiktaş Istanbul in der Nachbarortschaft Bahçelievler einschrieb. Die dortigen Fußballlehrer befanden ihn für talentiert und empfahlen ihn an die vereinsfußballerischen Jugendabteilung von Beşiktaş Istanbul weiter, wo İlkhan 2014 hin transferiert wurde.
Mit 16 Jahren begann er im April 2021 bereits für die U19-Junioren vom Beşiktaş zu spielen, wo er in seinem U19-Ligaspieldebüt mit einem Torerfolg debütierte. Woraufhin İlkhan regelmäßig zu U19-Ligaspieleinsätzen kam und erreichte mit seiner Mannschaft das Playoff-Viertelfinale der türkischen U19-Meisterschaft 2020/21. In der Saison 2021/22 gab er im September 2021 mit den U19-Junioren vom Beşiktaş seine internationale UEFA-Vereinswettbewerbspielpremiere in der UEFA Youth League. Im weiteren Saisonverlauf gehörte er mit seinen Torerfolgen zu den auffälligsten Spielern der Beşiktaş U19-Junioren. Womit İlkhan ins Visier der Scouts von Borussia Dortmund geriet, weil er auch unter anderem Tore gegen die Borussia Dortmund U19 in der UEFA Youth League erzielte. Bis Ende 2021 kam er regelmäßig zu Einsätzen, bis er von der Beşiktaş-Profimannschaft einbestellt wurde.

#### Profikarriere
Nach positiven Corona-Tests und Verletzungen von anderen Beşiktaş-Fußballspielern rückte İlkhan mit 17 Jahren im Januar 2022 für das verspätete und kurzfristig angesetzte TFF-Superpokalspiel der Ausgabe 2021 erstmals in den Profi-Spielkader auf. In diesem Superpokalspiel am 5. Januar 2022 kam er als Einwechselspieler zu seinem Profi-Pflichtspieldebüt und gewann mit seiner Profimannschaft im Elfmeterschießen das Superpokal-Endspiel, somit feierte İlkhan mit seinem ersten Profieinsatz seinen ersten Profi-Siegertitel. Später in derselben Kalenderwoche kam İlkhan in der Süper Lig gegen Çaykur Rizespor zu seinem Profi-Erstliga-Debüt und das direkt in der Startelf. In diesem Startelfdebüt kam er auch zu seinem Profi-Tordebüt, damit wurde er mit 17 Jahren und 222 Tagen der zweitjüngste Torschütze der Süper-Lig-Historie von Beşiktaş Istanbul.
Im weiteren Profi-Saisonverlauf kam er bis zum Saisonende 2021/22 als minderjähriger Talentspieler mehrheitlich zu Ligaeinsätzen und wenn er zum Einsatz kam, dann mehrheitlich als Startelfspieler. Damit etablierte er sich im Profikader und nach Saisonende entschlossen sich die Verantwortlichen vom Beşiktaş im Juni 2022 mit İlkhan vorzeitig bis zum Saisonende 2024/25 zu verlängern. Die Vertragsverlängerung beinhaltete eine Ausstiegsklausel in Höhe von 4,5 Millionen Euro. Einer der Karriereziele von İlkhan ist in den großen fünf Fußballligen zu spielen, zu den zählen unter anderem die italienische Serie A. Die ganzen Umstände nutzte der italienische Erstligist FC Turin in der europäischen Sommertransferperiode aus, indem man den volljährigen İlkhan anhand seiner vertraglichen Ausstiegsklausel im August 2022 zur Saison 2022/23 verpflichtete.
Nach seiner Verpflichtung am 10. August gab er drei Tage später für die Turiner als Einwechselspieler sein Serie-A-Spieldebüt. Im September 2022 folgte sein Serie-A-Startelfdebüt, damit wurde İlkhan mit 18 Jahren und 96 Tagen zum jüngsten Startelfdebütant der Serie-A-Historie vom FC Turin.
Im Januar 2023 wurde er für die restliche Saison an Sampdoria Genua ausgeliehen. Im Sommer 2023 folgte die Leihe zu Istanbul Başakşehir FK.

### Nationalmannschaft
İlkhan spielte von 2019 bis 2020 für die U16-Junioren der Türkei und später kam er zwischen 2021 und 2022 zu Länderspiel-Einsätzen für die Türkei U18 in Turnier- und Freundschaftsspielen. Seit Juni 2022 spielt er bereits mit 18 Jahren für die türkische U21-Nationalmannschaft, wobei er in den Qualifikationsspielen zur U21-Europameisterschaft 2023 zu vereinzelten Länderspieleinsätzen kam.

## Erfolge
- Beşiktaş Istanbul
  - Mannschaft
    - Türkischer Supercup-Sieger: 2021

  - Individuell
    - Tor des Spieltages der türkischen „Süper Lig“ (beIN Sports): 20. Spieltag der Saison 2021/22[18]